# The Revolt of Islam

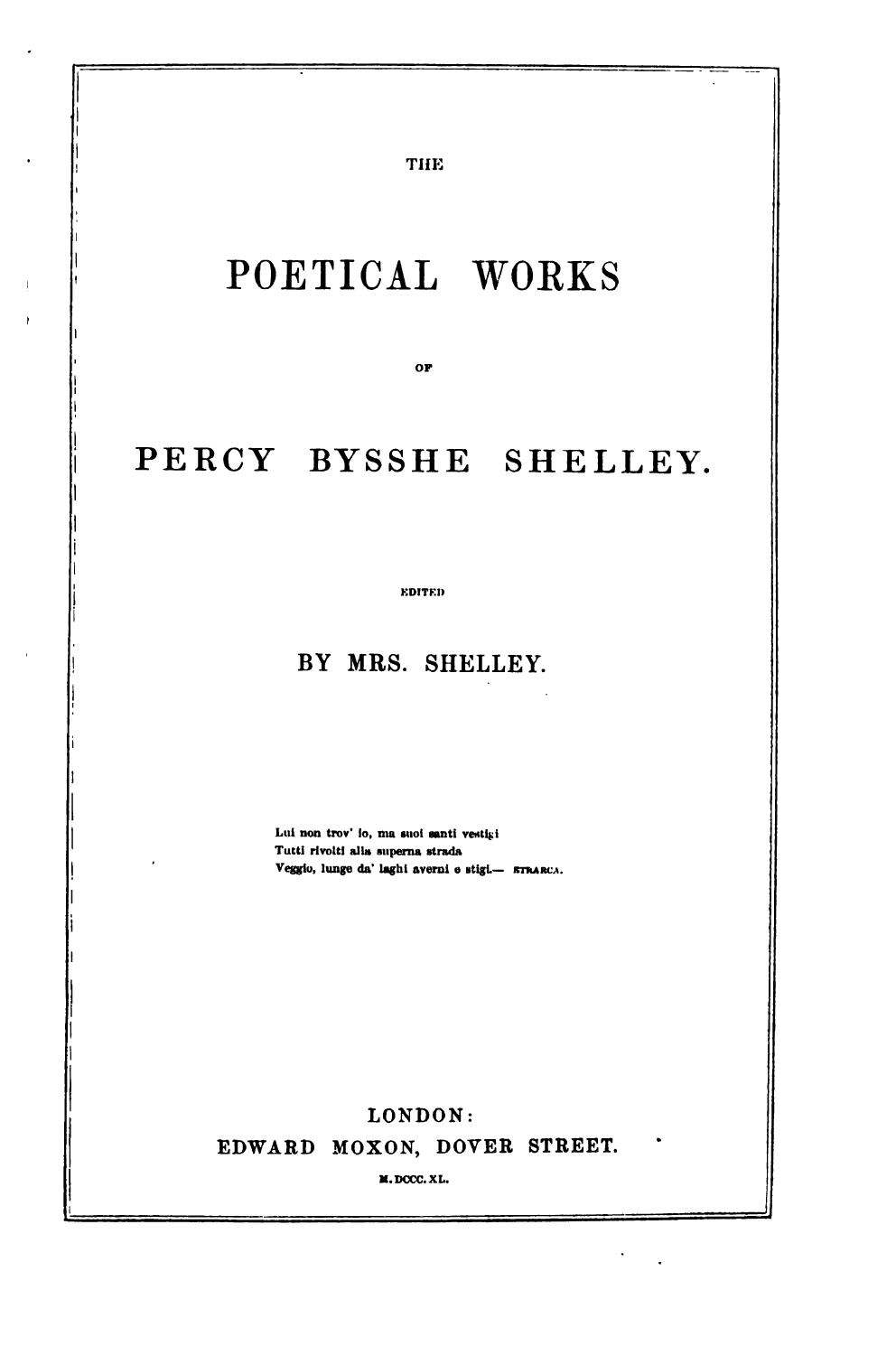
Strona tytułowa „Dzieł poetyckich” Percy’ego Bysshe Shelleya

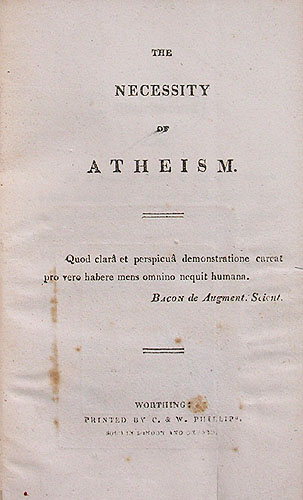
W traktacie „The Necessity of Atheism” Shelley wyraził swoje kontrowersyjne poglądy na temat religii

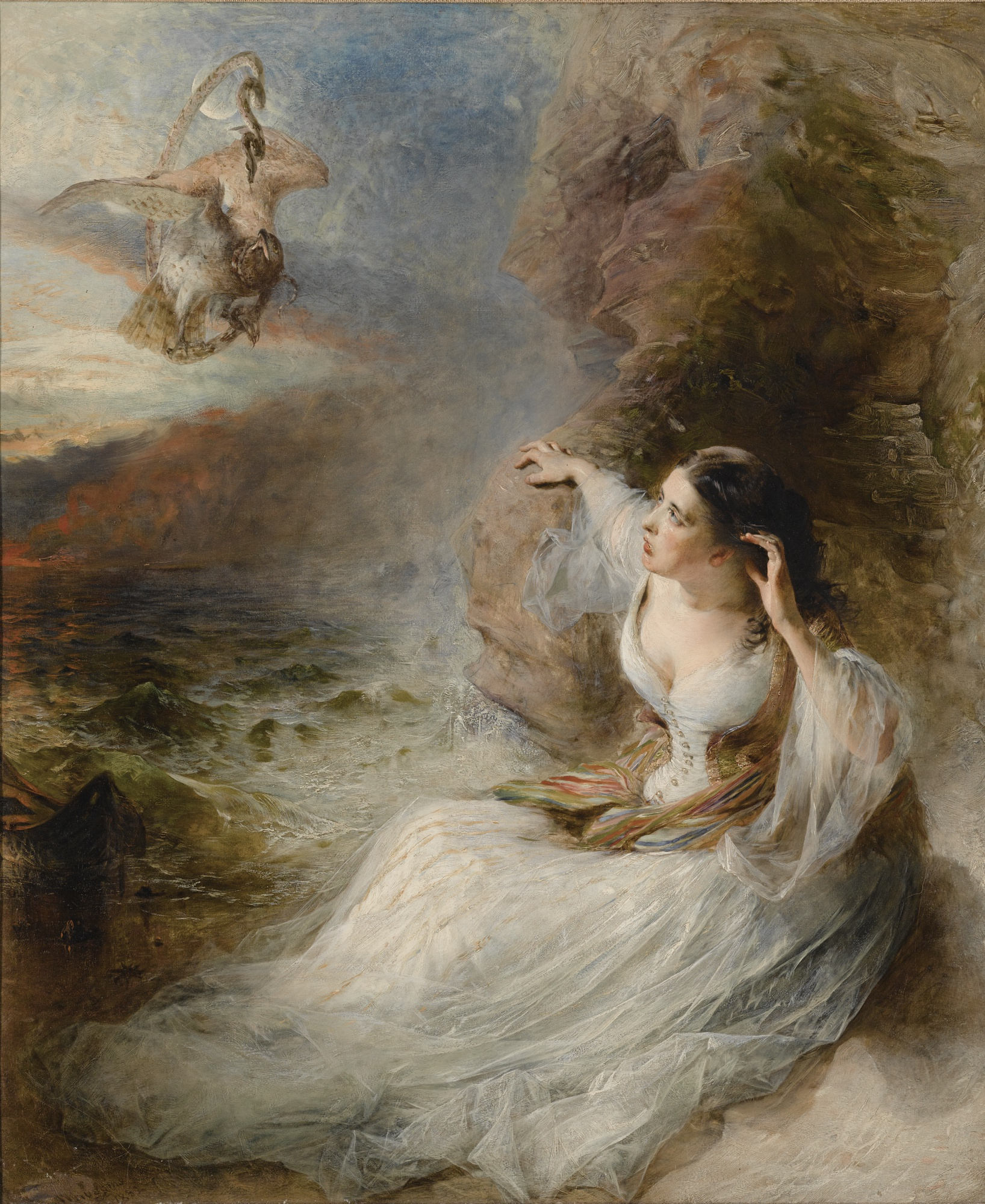
William Huggins, Ilustracja do „Laona i Cythny”

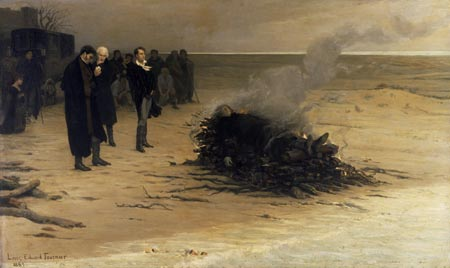
Louis Edouard Fournier, Pogrzeb Percy’ego Bysshe Shelleya

The Revolt of Islam (Bunt Islamu) – poemat angielskiego romantycznego poety Percy’ego Bysshe Shelleya, pierwotnie zatytułowany Laon and Cythna; or, The Revolution of the Golden City, powstały w 1817 i wydany w 1818.

## Forma
The Revolt of Islam jest dziełem obszernym. Składa się z dwunastu pieśni. Liczy prawie pięć tysięcy wersów. Jest najdłuższym dziełem poety. Poemat jest napisany strofą spenserowską, czyli zwrotką dziewięciowersową rymowaną ababbcbcc. Strofa ta, jak sama nazwa wskazuje, została wynaleziona przez renesansowego poetę Edmunda Spensera, który zastosował ją w ogromnym poemacie alegorycznym Królowa wieszczek, znanym w Polsce jedynie we fragmentach, przełożonych przez Jana Kasprowicza. W okresie romantyzmu strofa ta wróciła do łask i była używana przez wielu poetów, między innymi przez George’a Gordona Byrona, Johna Keatsa i Johna Clare’a.

When the last hope of trampled France had failed
Like a brief dream of unremaining glory,
From visions of despair I rose, and scaled
The peak of an aerial promontory,
Whose caverned base with the vexed surge was hoary;
And saw the golden dawn break forth, and waken
Each cloud, and every wave:—but transitory
The calm; for sudden, the firm earth was shaken,
As if by the last wreck its frame were overtaken.

Strofą spenserowską Shelley napisał również elegię na cześć młodo zmarłego na gruźlicę Johna Keatsa, Adonais.

## Treść
Epos opowiada o wznieconemu przez Laona i Cythnę ludowemu powstaniu przeciwko tyranicznemu władcy fikcyjnego państwa Argolis, ukształtowanego na wzór Imperium Tureckiego. Fabuła utworu jest pretekstem do wyrażenia poglądów autora na temat religii. Shelley był zdeklarowanym ateistą, co dla konserwatywnego społeczeństwa angielskiego było szokujące. Ateizm był zresztą tradycyjnie rozumiany szerzej jako niemoralność a nawet działalność antypaństwowa. Zarzut ateizmu był formułowany na przykład wobec elżbietańskich dramaturgów Thomasa Kyda i Christophera Marlowe'a, co dla obu skończyło się tragicznie. Za rozpowszechnianie pamfletu zatytułowanego The Necessity of Atheism Shelley został relegowany z Uniwersytetu w Oksfordzie. Tekst omawianego poematu został okrojony, przypuszczalnie przez Thomasa Love'a Peacocka, co i tak nie uchroniło autora od druzgocącej krytyki. Poemat jest opatrzony dedykacją dla żony poety Mary Wollstonecraft.